# Eye Peninsula
Eye Peninsula ( Point Peninsula) är en halvö i Storbritannien.   Den ligger i kommunen Yttre Hebriderna och riksdelen Skottland, i den nordvästra delen av landet, 800 km nordväst om huvudstaden London. Eye Peninsula ligger på ön Lewis with Harris.